# Lanius collaris
El alcaudón fiscal (Lanius collaris) es una especie de ave paseriforme perteneciente a la familia de los alcaudones (Laniidae) propia del África subsahariana.

## Taxonomía
Se reconocen cinco subespecies:
- Lanius collaris aridicolus - presente en el suroeste de Angola y noroeste de Namibia;
- Lanius collaris pyrrhostictus - se encuentra en el noreste de Botsuana, sur de Zimbabue, suroeste de Mozambique y este de Sudáfrica;
- Lanius collaris subcoronatus - ocupa el sureste de Angola y del centro de Namibia al norte de Sudáfrica;
- Lanius collaris collaris - se extiende desde el sur de Namibia al sur de Sudáfrica;
- Lanius collaris marwitzi  - propio de Tanzania y el norte de Malawi.